# 산업다아라(임시)
산업마케팅(영어: DAARA Group)은 대한민국의 중소기업이다. 현재 본사는 서울특별시 구로구 경인로 53길 15, 중앙유통단지 업무A동 7층 (구로동)(우편번호 : 08217)에 위치하고 있다.

## 기업 창업과 사명의 유래
- 1991년 7월, 국내 산업 관련 전문지 발행을 목적으로 설립되었으며, 이전 사명은 한국정보사였다. 제호는『월간 산업제품정보』를 대한민국 문화공보부에서 인증을 받았다. 같은 해 1991년11월에 『월간 산업제품정보』를 창간하며 산업 정보 제공에 주력해왔고, 제조업체와 사용자를 연결하며 신속·명확한 신기술·신제품 향상 발전에 기여하는 것을 목표로 하였다.
- 1996년에 한국정보사 → (주)산업마케팅으로 법인을 전환하고 자체 사옥으로 이전하였다. 정기간행물 발행뿐만 아니라, 산업 관련 정보와 마케팅의 일환으로 전시회 및 세미나 등 다양한 사업을 확장·전개하였다.

## 연혁
- 1991년 한국정보사 설립. 산업 전문 정보 매거진인 『월간 산업제품정보』를 창간하여 산업 정보 제공의 초석을 다짐.
- 1996년 한국정보사 → (주)산업마케팅 법인명 변경. 산업 관련 정기 간행물 발행 확대와 산업 정보 시장 선도를 목표로 재도약.
- 1999년 국내 최초 산업 검색 엔진 사이트(inwebzine.com) 오픈. 산업 정보 디지털화를 선도하며, 실시간 산업 정보를 제공하는 온라인 산업 혁명을 주도.
- 2004년 산업포털 다아라(DAARA)(daara.co.kr) 개설. 산업 분야 정보 통합 플랫폼으로 자리 잡으며,B2B 산업 정보 제공의 중심이 됨.『기계장터』
- 2007년 온라인 신문 산업일보(kidd.co.kr)를 창간. 기계 산업 및 B2B 그리고 산업전문분야 뉴스를 실시간으로 제공하여 정보 접근성을 혁신.
- 2012년 산업포털 다아라와 기계장터 사이트 통합. 기계 산업 B2B 거래 활성화를 목표로 두 플랫폼을 통합하여 업계 1위 플랫폼으로 자리매김.
- 2013년 (주)다아라와 (주)산업일보 계열사 법인을 설립. 미디어 사업과 산업 정보 제공 사업의 전문성 강화를 위한 독립 운영 체계 확립.
- 2015년 산업부동산[1] 사이트 오픈. 국내 유일의 산업 부동산 정보 플랫폼으로, 공장 부지와 산업 시설 매매 정보를 제공하여 산업 부동산 시장을 선도.
- 2017년 대통령 표창을 수상[2]. 산업 분야 혁신 및 글로벌 시장 진출 지원을 통해 산업 정보 서비스 확장에 기여.
- 2020년 수출바우처와 제조혁신바우처 수행기관으로 선정[3]. 산업 분야 혁신 및 글로벌 시장 진출 지원을 통해 산업 정보 서비스 확장에 기여
- 2021년 다아라 온라인 전시관 정식 오픈[4] 950여 개 업체와 5만여 전시 품목을 보유한 대한민국 최대 산업 전시 플랫폼. (2025년 3월 기준 - 5000여 업체와 50만여 전시 품목)
- 2023년 다아라 온라인 전시관과 기계장터를 개편. 디지털 전환 가속화와 사용자 편의성 강화를 통해 B2B 거래 시장 혁신을 선도.

## 다아라 5대 컨텐츠
- 기계장터
- 다아라 온라인 전시관
- 산업일보
- 산업종합저널
- 산업부동산